# Cruz, Ceará
Cruz este un oraș în statul Ceará (CE) din Brazilia.